# Organisation mondiale des toilettes
L'Organisation mondiale des toilettes (en anglais : World Toilet Organization, WTO) est une organisation non gouvernementale internationale ayant pour objectif de promouvoir les toilettes et améliorer la santé publique à travers le monde.
En 2001, l'Organisation mondiale des toilettes déclare le jour de sa création, le 19 novembre, comme la Journée mondiale des toilettes.

## Histoire
La WTO a été fondée en 2001 par Jack Sim et a vocation à constituer un réseau de toutes les organisations sanitaires et d'assainissement afin de partager les savoir-faire, de peser dans les médias et d'influencer les gouvernements pour la mise en œuvre de politiques de santé publique et d'assainissement plus efficaces.
En 2005, l'organisation fonde la première école de toilettes au monde : le World Toilet College (WTC). Elle forme ses étudiants à la conception et à l'entretien des toilettes, à l'assainissement dans les écoles ou en cas de catastrophe, ainsi qu'à la mise en œuvre de systèmes d'assainissement durables.
Le 24 juillet 2013, l'Organisation mondiale des toilettes a franchi une étape clé pour le mouvement mondial de l'assainissement lorsque 122 pays ont co-parrainé une résolution de l'Organisation des Nations unies présenté par le gouvernement de Singapour pour faire du 19 novembre la Journée mondiale des toilettes, une journée officielle des Nations unies. 